# بروكلين (فلم)
بروكلين (بالإنجليزية: Brooklyn) هو فيلم دراما تاريخي صدر سنة 2014 من إخراج جون كرولي وكتابة نيك هورنبي، مقتبس من رواية بروكلين للكاتب الآيرلندي كولم تويبين التي صدرت سنة 2009. الفيلم من بطولة سيرشا رونان وإيموري كوهين ودونل غليسون وجيم برودبنت وجولي والترز. الفيلم هو إنتاج الدولي مشترك بين شركات في أيرلندا والمملكة المتحدة وكندا. صدر بروكلين بشكل محدود بتاريخ 20 نوفمبر 2015 في أمريكا الشمالية، وتلقى إستقبالاً حار من النقاد مع مديح خاص لأداء سيرشا رونان وإيموري كوهين.

## قصة
أيليش لَيسي (سيرشا رونان) فتاة آيرلندية تترك حياتها وعائلتها لتهاجر إلى الولايات المتحدة في خمسينات القرن العشرين بعد أن جذبها الحلم الأمريكي، وهناك تخوض غمار حياتها الجديدة في بروكلين وتقع في حب شاب من أصول إيطالية (إيموري كوهين)، على أيليش أن تختار بين بلدين والحياة الموجودة فيهما.

## طاقم التمثيل
- سيرشا رونان بدور أيليش لَيسي
- إيموري كوهين بدور أنطونيو «توني» فيوريلو
- دونل غليسون بدور جيم فاريل
- جيم برودبنت بدور الأب فلوود
- جولي والترز بدور مايج كيهو
- إميلي بت ريكاردز بدور باتي ماغواير
- نورا جين نون بدور شيلا

## إنتاج

### السياق التاريخي
تدور أحداث فيلم بروكلين في وقت كانت فيه الهجرة الأيرلندية إلى نيويورك مزدهرة. بدأ الازدهار الأولي للهجرة الأيرلندية إلى الولايات المتحدة خلال الفترة التي أعقبت المجاعة الكبرى (1845-1849). بحلول نهاية الحرب العالمية الثانية، انخفض معدل الهجرة الأيرلندية إلى نيويورك ، لكن المواطنين الوافدين حديثًا كانوا لا يزالون قادرين على العثور على مجتمعات أيرلندية نشطة يمكن القول إن حضور النساء فيها أكثر أهمية من الرجال. غالبًا ما كانت هؤلاء المهاجرات نشيطات جدًا في العمل ، مما أدى إلى تعليق طموحات الزواج للعثور على وظائف عملية في أماكن مثل محلات السوبر ماركت والمطاعم والمتاجر. تقوم أيليش برحلتها من أيرلندا إلى أمريكا في الخمسينيات من القرن الماضي ، مع ما يقرب من 50000 مهاجر آخر (انتقل ربعهم تقريبًا إلى نيويورك) كجزء من الموجة الثانوية الثانية من الهجرة. كان العديد من هؤلاء المهاجرين يبحثون عن وظائف ثابتة وأسلوب حياة أكثر سعادة. كانت هناك أيضًا موجات صغيرة من المهاجرين من العديد من البلدان الأخرى في هذا الوقت، مما أدى إلى توسيع اتجاه أمريكا الحديثة لتصبح أرضًا شاسعة للعديد من الثقافات المختلفة.

### التصوير الرئيسي
التصوير رئيسي بدأ في 1 أبريل 2014 في أيرلندا واستمر التصوير هناك لمدة ثلاثة أسابيع في مواقع مختلفة بما في ذلك ويكسفورد ودبلن. بعد الانتهاء من الإنتاج في أيرلندا، انتقلت إلى مونتريال في كندا لمدة أربعة أسابيع لمزيد من التصوير.

## الإصدار
عُرض بروكلين لأول مرة في مهرجان صاندانس السينمائي في 26 يناير 2015. بعد العرض بدأت حرب مزايدة بين شركة وينشتاين وفوكاس فيتشير وآخرين. في النهاية أنتصرت فوكس سيرش لايت بيكتشرز وحصلت على حقوق عرض الفيلم في الولايات المتحدة والعالم مقابل 9 مليون$. الصفقة كانت واحدة من أكبر الصفقات في تاريخ صاندانس. أختير الفيلم للعرض في قسم العروض الخاصة بمهرجان تورونتو السينمائي الدولي.
صدر بروكلين بشكل محدود بتاريخ 20 نوفمبر 2015 في أمريكا الشمالية.

## الاستقبال
حالياً الفيلم حاصل على تقييم 98% على الطماطم الفاسدة.

## وصلات خارجية
- مقالات تستعمل روابط فنية بلا صلة مع ويكي بيانات
- Brooklyn نسخة محفوظة 27 نوفمبر 2015 على موقع واي باك مشين. at the مهرجان صاندانس السينمائي